# Corte di sessione
La Corte di sessione (in inglese: Court of Session, in gaelico scozzese: Cùirt an t-Seisein) è una corte suprema civile in Scozia, e fa parte del Collegio di giustizia. Si trova nella Parliament House di Edimburgo ed è sia un tribunale che una corte d'appello. La Corte di sessione ha giurisdizione coestensiva con la Corte dello sceriffo - un altro tribunale civile e penale scozzese, che si trova in loco - e al persecutore viene data la prima scelta di quale tribunale utilizzare. Tuttavia, la maggior parte dei casi di valore complesso, importante o elevato vengono portati dinanzi alla Corte. L'assistenza legale, amministrata dallo Scottish Legal Aid Council, è disponibile per le persone con scarso reddito disponibile per i casi della Corte di sessione.
La Corte è un tribunale collegiale unitario, comprendente tutti i giudici tranne il Lord presidente e il Lord cancelliere della giustizia che hanno lo stesso grado e titolo: Senatore del Collegio di giustizia e Lord o Lady del Consiglio di sessione. Ci sono trentaquattro giudici, oltre a un numero di giudici temporanei; questi giudici temporanei sono tipicamente sceriffi o difensori in uno studio privato. I giudici siedono anche presso l'Alta corte di giustizia, dove il Lord presidente è chiamato Lord Justice General.
La Corte fu divisa nel 1810 in Inner House e Outer House. La prima funge da tribunale di primo grado; quest'ultima è superiore, e si distingue come corte d'appello per le cause civili, oltre che come tribunale di primo grado. I casi nella Outer House sono ascoltati dai Lord ordinari che siedono soli, sebbene occasionalmente possa anche esserci una giuria di dodici. I casi nella Hinner House sono ascoltati da tre Lord del consiglio e sessione, ma i casi significativi o complicati possono essere ascoltati da cinque o più giudici.

## Storia
I Lord del consiglio e della sessione avevano precedentemente fatto parte del Consiglio del re, ma dopo aver ricevuto sostegno sotto forma di bolla papale del 1531, il re Giacomo V istituì un'istituzione separata: il Collegio di giustizia o Corte di sessione - nel 1532, con una struttura basata sul Parlamento di Parigi. Il Lord cancelliere di Scozia presiedeva la corte, che doveva essere composta da quindici lord nominati dal Consiglio del re. Sette di loro dovevano essere religiosi, mentre altri sette dovevano essere laici. Una legge del Parlamento del 1640 limitava solo l'adesione alla Corte dei laici, rimuovendo il diritto del clero di giudicare. Il numero dei laici è stato aumentato per mantenere il numero dei Lord nella Corte.
La Corte di sessione è esplicitamente preservata "in tutti i tempi a venire", nell'articolo XIX del Trattato di Unione tra Inghilterra e Scozia, successivamente convertito in legislazione dagli Atti di Unione del 1706 e 1707, rispettivamente.